# Rajd Estoril 1959
Rajd Estoril 1959 (6. Rallye ACP Aveiro Estoril) – 6. edycja rajdu samochodowego Rajd Estoril rozgrywanego w Portugalii. Rozgrywany był od 3 do 6 grudnia 1959 roku. Była to trzynasta runda Rajdowych Mistrzostw Europy w roku 1959.

## Klasyfikacja rajdu
| Miejsce                      | Kierowca                     | Pilot                        | Samochód                     | Czas                         | Strata                       |                              |
| Klasyfikacja generalna i ERC | Klasyfikacja generalna i ERC | Klasyfikacja generalna i ERC | Klasyfikacja generalna i ERC | Klasyfikacja generalna i ERC | Klasyfikacja generalna i ERC | Klasyfikacja generalna i ERC |
| ---------------------------- | ---------------------------- | ---------------------------- | ---------------------------- | ---------------------------- | ---------------------------- | ---------------------------- |
| 1.                           | José Luís Abreu Valente      | Carlos Luis Freitas Morna    | Mercedes-Benz 300 SL W198 I  |                              | 0.0                          |                              |
| 2.                           | Roig Álex Soler              | Manuel Romagosa              | Porsche 356 A 1600 Super     |                              |                              |                              |
| 3.                           | Henri Oreiller               | Paul Coltelloni              | Alfa Romeo Giulietta TI      |                              |                              |                              |
| 4.                           | Manuel Palma                 | Augusto Palma                | Porsche 356 A 1600 Super     |                              |                              |                              |
| 5.                           | Pinca                        |                              | Porsche 356                  |                              |                              |                              |
| 6.                           | Erik Carlsson                | John Sprinzel                | Saab 93 B                    |                              |                              |                              |
| 7.                           | Manuel de Castro             |                              |                              |                              |                              |                              |
| 8.                           | Manuel Bernardino Fernandes  |                              |                              |                              |                              |                              |
| 9.                           | Wolfgang Levy                |                              | Auto Union 1000              |                              |                              |                              |
| 10.                          | Carlos Faustino              |                              | Volvo PV 544                 |                              |                              |                              |